# John G. Warwick

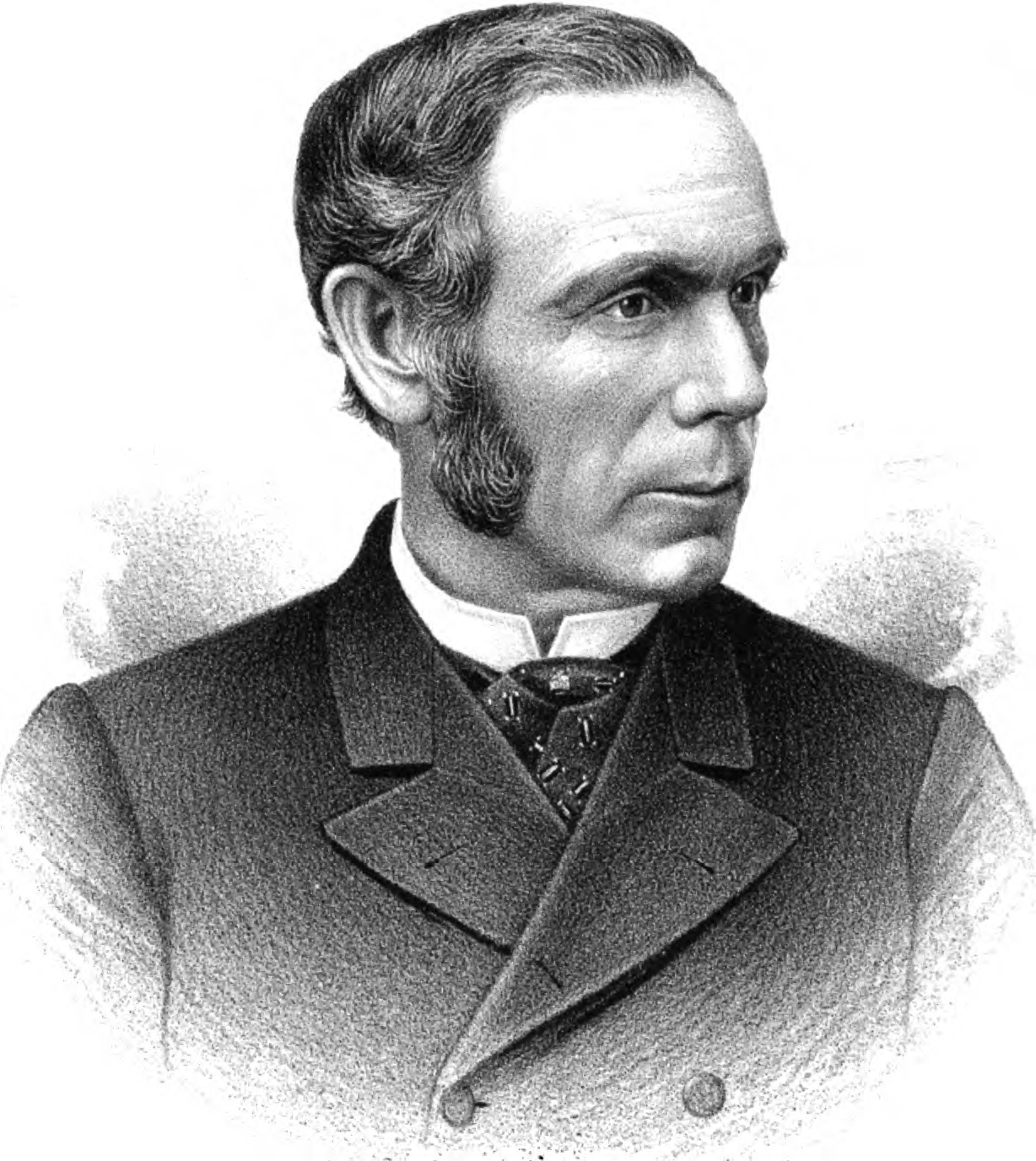
John G. Warwick

John George Warwick (* 23. Dezember 1830 im County Tyrone, Vereinigtes Königreich; † 14. August 1892 in Washington, D.C.) war ein US-amerikanischer Politiker. In den Jahren 1891 und 1892 vertrat er den Bundesstaat Ohio im US-Repräsentantenhaus.

## Werdegang
John Warwick besuchte die öffentlichen Schulen seiner nordirischen Heimat. Um das Jahr 1850 wanderte er zusammen mit seinem Bruder nach Amerika aus. Für einige Zeit lebte er in Philadelphia. Dann zog er nach Navarre in Ohio, wo er Buchhalter in einem Kurzwarengeschäft wurde. Anschließend arbeitete er in der Stadt Massillon ebenfalls in einem Kurzwarengeschäft. Später stieg er auch in das Mühlengewerbe, den Kohlebergbau und die Landwirtschaft ein. Außerdem engagierte er sich bei der Eisenbahn, wo er den Ausbau des Schienennetzes förderte. Später wurde er Mitglied im Vorstand einer Eisenbahngesellschaft. Politisch schloss er sich der Demokratischen Partei an. Zwischen 1884 und 1886 war er Vizegouverneur von Ohio.
Bei den Kongresswahlen des Jahres 1892 wurde Warwick im 16. Wahlbezirk von Ohio gegen den späteren US-Präsidenten William McKinley in das US-Repräsentantenhaus in Washington, D.C. gewählt, wo er am 4. März 1893 die Nachfolge von James W. Owens antrat. Dieses Mandat konnte er bis zu seinem Tod am 14. August 1892 ausüben. Er starb an den Folgen einer Lebensmittelvergiftung, die er sich auf einem Bankett einer Eisenbahngesellschaft in New York City zugezogen hatte.